# 東京ダービー (競艇)
競艇における東京ダービー（とうきょうダービー）とは、平和島競艇場で行われる新年最初の開催に付けられている通称。2010年で第39回を数える。
新年最初の開催となるため、例年東京支部所属の有名選手が顔を揃え、グレードレース並みの豪華布陣でレースが行われる。
2004年から2008年にかけては濱野谷憲吾が5連覇を達成。2009年は三角哲男が優勝。2010年は野澤大二がシリーズを制した。